# BMW 802
A második világháború időszakában a BMW egyik ígéretes repülőgépmotor-fejlesztése a BMW 802 volt. A gyár főmérnöke szerint a típust alkalmazni kellett volna, de a megrendelő a fejlesztést 1943-ban leállította, azon az alapon, hogy jönnek a gázturbinák.

## Alapadatok
A típus 18 hengeres, kétkoszorús, léghűtéses csillagmotor volt, mechanikus feltöltővel.
A típus alapvetően a BMW gyár fő gyártmányának, a BMW 801-nek a felnagyított tovább fejlesztése volt. Míg a 801-es 14 hengeres volt, addig a 802-esnek 4-gyel több hengere volt.
A hengerek furata és lökethossza is 156 mm volt, ugyanannyi, mint a 801-es esetében.
A típus egyik jelentős fejlesztése volt, hogy háromsebességes feltöltő rendszert kapott utóhűtővel. Ez lehetővé tette, hogy a feltöltő rendszer tengerszinten felszálláskor ne használjon túl nagy teljesítményt (első sebesség), és nagy magasságban is tudja tartani a töltőnyomást (harmadik sebességben).
A típus felszállóteljesítménye 2600 lóerő volt, amit tovább lehetett volna fejleszteni 2800-2900 lóerőig.
Viszont a források között eltérések vannak abban, hogy mekkora volt a típus lökettérfogata. A legtöbb elérhető forrás szerint a hengerek lökettérfogata megegyezett a 801-es hengereinek a lökettérfogatával. Ebben az esetben a lökettérfogat 53.8 liter volt.
Viszont a Gersdorfff-féle könyv szerint a típus lökettérfogata 60 liter körül volt, ami úgy jön ki, hogy a hengerek lökethosszát megnövelték 156 mm-ről 174 mm-re. Ez jobban megmagyarázza, hogy hogyan tudott a típus 2600 lóerőt leadni.

## Belső aerodinamika
A 802-es leginkább jellegzetes és előremutató fejlesztése a motor belső aerodinamikájának az optimalizálása volt. Ez azért volt jelentős, mivel léghűtéses motorok esetében a légellenállás jelentős részét maguk a hengerek okozták.
A BMW tervezői úgy tervezték meg a motort, hogy a motorban áramló levegőnek a lehető legegyenesebb útja legyen. Ehhez a hengerek kipufogó- és szívószelepeit a szokásostól eltérő módon helyezték el: a szelepek nem a hengerek két oldalán, hanem az elején és a hátulján kaptak helyet, ami révén a motor alkatrészei kevésbé voltak a levegő útjában. A szívószelepek a hengerek elején, míg a kipufogószelepek a hátulján kaptak helyet.
A tervezők arra is gondoltak, hogy a hengerekben nyomott levegőnek a lehető legegyenesebb útja legyen. Ezért a szokásostól eltérően a motor mechanikus feltöltőjét nem a hengerek mögött, hanem azok elé helyezték. Így a motorba nyomott levegőnek nem kellett 180 fokot fordulnia.

## Turbófeltöltő
A második világháború időszakában a német repülőgépmotorokra nem voltak jellemzőek a turbófeltöltők. Ennek az volt az egyik oka, hogy a turbinalapátokhoz szükséges hőálló ötvözetekhez stratégiai nyersanyagok kellettek, amik a világháborús Németországban hiánycikknek számítottak.
A BMW-nek viszont a fő repülőgépmotorjához, a 801-eshez sikerült kifejlesztenie egy megfelelő turbófeltöltőt, amit a 801-es TJ verzióján alkalmaztak.
A 802-esnek szintén terveztek turbófeltöltős verziót. Ennek a verziónak 2800-2900 lóerő lett volna a felszállóteljesítménye, és lényegében ikerturbós lett volna.